# Jacovce
Jacovce (in ungherese Jác) è un comune della Slovacchia facente parte del distretto di Topoľčany, nella regione di Nitra.